# Спасовский, Оливер
Оливер Спасовский (макед. Оливер Спасовски, род. 21 октября 1976, Куманово, СФРЮ) — македонский политик, премьер-министр Республики Северная Македония с 3 января по 31 августа 2020 года. В прошлом — министр внутренних дел в двух коротких периодах во временном правительстве Димитриева после заключения Пржинского соглашения в 2015 году, и с 1 июня 2017 года в кабинете Заева. Член партии Социал-демократический союз Македонии.

## Биография
Родился 21 октября 1976 года в городе Куманово в Социалистической Федеративной Республике Югославия. Окончил школу в Куманово. Затем юридический факультет им. Юстиниана Первого в Университете Святых Кирилла и Мефодия в Скопье.
Избирался депутатом Собрания в 2006 и 2011 годах. По результатам парламентских выборов 11 декабря 2016 года избран во 2-м избирательном округе.
11 ноября 2015 года получил должность министра внутренних дел в правительстве Димитриева. 19 мая 2016 года уступил её Митко Чавкову. С 2 сентября по 29 декабря 2016 года снова исполнял обязанности министра внутренних дел. С 1 июня 2017 года снова стал министром внутренних дел в новом правительстве Зорана Заева.
18 октября 2019 года главы государств и правительств Европейского союза не смогли после длительных обсуждений на саммите Европейского союза 17—18 октября в Брюсселе решить вопрос о начале переговоров по приёму в сообщество Албании и Северной Македонии. 3 января 2020 года Зоран Заев подал в отставку в связи с возможным недовольством со стороны граждан решением Европейского союза отложить дату открытия переговоров с Северной Македонией о вступлении в сообщество. Оливер Спасовский был избран премьер-министром временного технического правительства, которое, согласно закону о правительстве, будет у власти в течение 100 дней до формирования нового правительства по итогам парламентских выборов, запланированных на 12 апреля.
Имеет двоих детей.